# Диана (богиня)

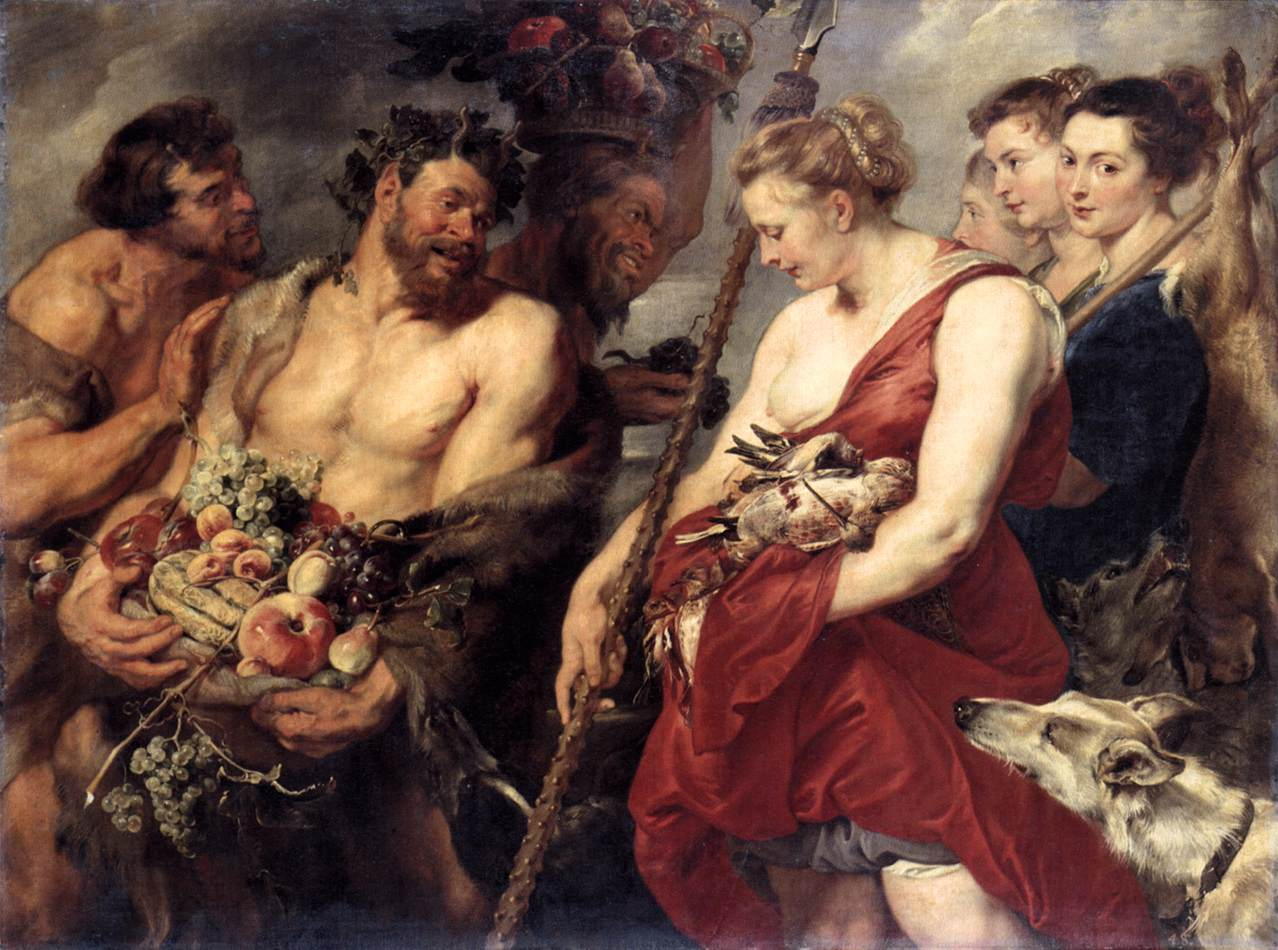
Возвращение Дианы с охоты. П. П. Рубенс, 1615

Диа́на (лат. Diāna) в римской мифологии — богиня растительного и животного мира, охоты, женственности и плодородия, родовспомогательница, олицетворение Луны; соответствует греческим Артемиде и Селене.

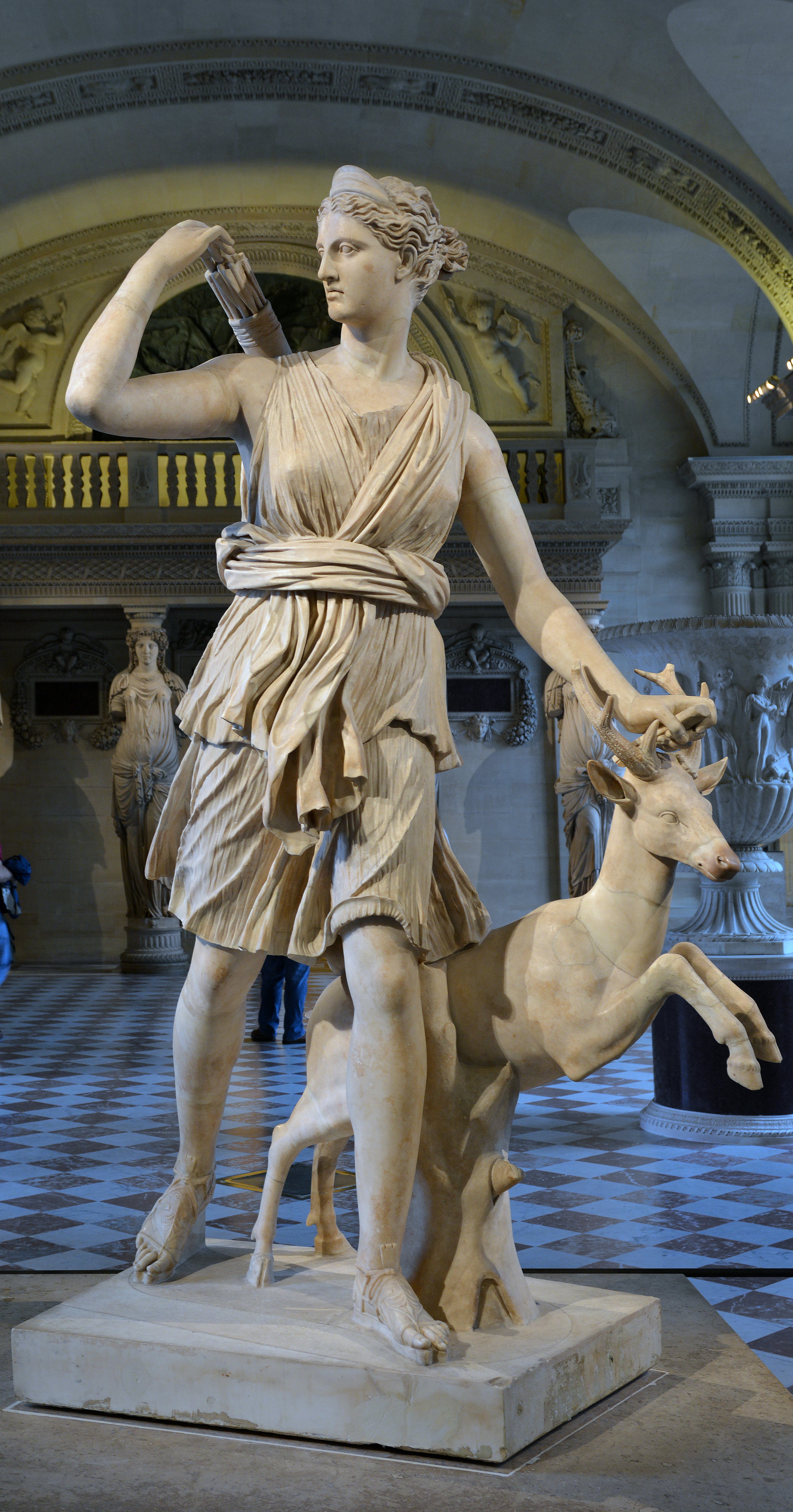
Диана Версальская

Позднее Диану также стали отождествлять с Гекатой. Диану ещё называли Тривией — богиней трёх дорог (её изображения помещались на перекрёстках), это имя толковалось как знак тройной власти: на небе, на земле и под землёй. Также Диану отождествляли с карфагенской небесной богиней Целестой. В римских провинциях под именем Дианы почитали местных духов — «хозяек леса».
Иногда Диане, так же как и Юноне, добавляли эпитет «Луцина» — покровительница деторождения. Эти функции, принадлежавшие Юноне, на Диану были перенесены под влиянием греческого культа Артемиды.
В Риме культ Дианы считался «иностранным» и не распространённым в патрицианских кругах, однако был популярен среди рабов, которые обладали в храмах Дианы неприкосновенностью. Царь Сервий Туллий, по преданию, сам рождённый в рабстве, посвятил Диане храм на римском холме Авентин. Годовщина основания храма считалась праздником рабов.
С храмом Дианы на Авентине связано предание о необыкновенной корове, владельцу которой было предсказано, что тот, кто принесёт её в жертву Диане в этом храме, получит власть над Италией. Царь Сервий Туллий, узнав об этом, хитростью завладел коровой, принёс её в жертву и прикрепил рога к стене храма.
В честь Дианы назван астероид (78) Диана, открытый в 1863 году.
Изображали с полумесяцем на голове и факелами в руках, в длинной одежде.

## Этимология
В европейские языки заимствовано из позднелатинского имени Diāna, произошедшего от латинского имени Dīāna (с долгой ī). Последнее было сокращенной (синкопированной) формой имени Dīvāna, произошедшей от латинского dīvus („божество“) + -āna (суффикс прилагательного женского рода). В свою очередь от праиталийского *deiwā („бог“) + *-néh₂ (форма именительного падежа женского рода праиндоевропейского суффикса -nós, который в русском языке развился в суффиксы -ный и -ная). В свою очередь от праиндоевропейского *deywós („бог“), произошедшего от праиндоевропейского *dyew- („небеса“, „дневное небо“; „сиять“). Изначально — древнеримская богиня света и луны; позже стала рассматриваться в качестве римского аналога древнегреческой богини Артемиды. Латинское имя этимологически родственно аттическому древнегреческому имени Διώνη („Дионе“), аналогично образованного посредством синкопы из более старого древнегреческого имени Διϝωνη („Дивоне“), от праиндоевропейского *dyúh₃onh₂-.

## Функции
Согласно Жоржу Дюмезилю, Диана имеет праиндоевропейское происхождение. По его мнению, первоначальные функции богини заключались в соединении небесного мира с бегом времени, обеспечении преемственности поколений, откуда и сформировалась её функция родовспомогательницы, а также мирной смены царей и нормального функционирования царской власти.
Также являлась олицетворением Луны, подобно тому как её брат Аполлон в период поздней Античности идентифицировался с Солнцем. Под именем Дианы в провинциях Римской империи почитали «хозяйку лесов», богиню-мать и покровительницу растительного и животного плодородия, отождествляя её с эллинскими Артемидой и Гекатой.

### Триединая богиня

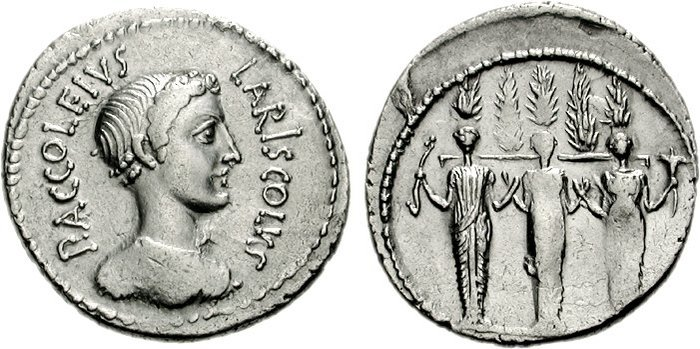
Денарий 43 г. до н. э. с изображением статуи триединой Дианы

Изначально, ещё у этрусков в VI столетии до н. э., Диану почитали в качестве триединой богини, как богиню Луны, охоты и подземного царства. Эти функции впоследствии распределили между богинями Луной, Дианой и Гекатой или Прозерпиной. В этом контексте она обладала властью на небе, земле и под землёй.
Благодаря нумизматике до нас дошло изображение архаической статуи из святилища Дианы около озера Неми. Озеро Неми наз. "Круглое зеркало Дианы". На этом озере стоял Коллизей из дерева приморской сосны и лиственницы, где соревновались корабли гладиаторов в честь праздника Дианы. Представление о Диане, как о тройственной богине, сохранялось как минимум до I века до н. э., о чём свидетельствуют сочинения Вергилия, Горация и Катулла.

### Богиня перекрёстков и подземного мира
Эпитет «Тривия» или «Triformis» в римском обществе также толковали как «богиню трёх дорог». Это обозначение богини имело несколько мрачный характер, так как метафорически указывало на путь в подземный мир. В трагедии I века «Медея» Сенеки главная героиня призывает Тривию, подразумевая богиню подземного мира Гекату. Символ перекрёстка также имеет отношение к Диане-охотнице, так как обозначает наилучшее место для установки капканов, различные пути по которым может пойти животное и человек.

## Культ
Культ Дианы в городе Аричча около озера Неми имел одну уникальную особенность. Жрецом богини мог стать только беглый раб. Когда он приходил в священную рощу, то там его встречал другой бывший беглый раб, ставший жрецом Дианы. В смертельном бою они и решали, кто из них будет служить ей до смерти от очередного претендента.

### Почитание
Культ Дианы среди италиков существовал ещё до основания Рима. По преданию, его туда принесли сабины и их легендарный царь Тит Таций вскоре после основания города Ромулом и ещё при его жизни. Более того, города Латинского союза объединялись вокруг культа Дианы, так как считали её покровительницей всего союза. Когда Рим начал занимать среди городов союза центральное место, в нём построили посвящённый ей храм.
Отождествление италийской богини Дианы с греческой Артемидой произошло не ранее 433 г. до н. э. В этот год в Риме официально учредили культ Аполлона. Диану стали почитать в качестве его сестры.
В древнеримском обществе разные слои населения объединялись вокруг отдельных божеств. Культ Дианы был особо почитаем среди рабов.

### Храм Дианы
По преданию храм Дианы в Риме был построен при шестом римском царе Сервии Туллии на Авентинском холме. Согласно современным представлениям, его сооружение связано с тем, что Рим начал занимать центральное место в Латинском союзе, города которого объединялись вокруг культа данной богини. Храм построили на взносы всех городов союза.
С этим храмом связан один из первых элементов, вошедших впоследствии в «римский миф» — политическую мифологию, которая создала образ вечного и великого города Рима, которому боги уготовали всемирную цивилизаторскую миссию. Так, у одного сабинянина в стаде была поразительно большая и красивая корова. Он получил предсказание, что город, чей гражданин принесёт в жертву Диане эту тёлку, получит превосходство над всеми остальными. Желая восстановить превосходство сабинян он отправился в Рим. По пути его встретил римский жрец, который, узнав особое жертвенное животное, сумел отправить сабинянина совершать омовение в Тибре. В то время как хозяин коровы совершал ненужные ритуалы, римлянин и принёс животное в жертву.

## Мифы
Согласно приведенному Овидием мифу, после смерти второго римского царя Нумы Помпилия его супруга Эгерия погрузилась в скорбь. Она удалилась в Ариций, где в роще, посвящённой Диане, стала оплакивать своего мужа. Её плач и стоны стали мешать справлять культ богини. Диана сжалилась над несчастной женщиной и превратила её слёзы в холодный прозрачный источник.
С Дианой связан романизированный греческий миф об Ипполите. Согласно античным римским источникам сын Тесея и, предположительно, возлюбленный Дианы, отверг любовные домогательства своей мачехи Федры. Тесей проклял сына и призвал в свидетели своего отца Нептуна. Он в свою очередь наслал безумие на коней Ипполита, которые его и растоптали. Однако Эскулап, по просьбе Дианы, воскресил мёртвого. Ипполит не захотел простить отца и удалился в посвящённую Диане арицийскую рощу, где стал одним из младших богов под именем Вирбия.

## Наследие
Богиня слыла покровительницей пленённых Римом латинян, плебеев и рабов. Годовщина основания храма Дианы на Авентине, одном из семи римских холмов, считалась их праздником, что обеспечило богине популярность среди низших классов.
Также считалось, что Диана участвовала в Троянской войне, где греки одержали победу.

### В религии
Культ Дианы был родственен культу Ницневин (также известной, как Дама Хабонд, Перчта, Херодиана и так далее) в Европе периода Нового времени. Она была связана с мифами о женской Дикой охоте.

#### Викка
В наше время существует ветвь викки, носящая название дианической, которая характеризуется чрезвычайным вниманием к женскому аспекту Божества. Имя Дианы также используется как третье божественное имя в викканском энергетическом пении — «Изида Астарта Диана Геката Деметра Кали Инанна».

#### Стрегерия
В Италии «старая религия» стрегерия включает в себя богиню Диану как Королеву ведьм; ведьмы — мудрые женщины, целительницы. Там говорится, что Диана создала мир из себя, имея в себе семена всех созданий, которые были и будут. Также говорится, что вне себя она разделила свет и тьму, оставив для себя тьму, а свет — для своего брата Аполлона. Диана была любима и правила вместе со своим братом Аполлоном, богом солнца.

### В языке
Как румынское слово для обозначения фей, Zânǎ, так и леонское слово для «водной нимфы» ксана, вероятно, происходят от имени Дианы.

### В искусстве

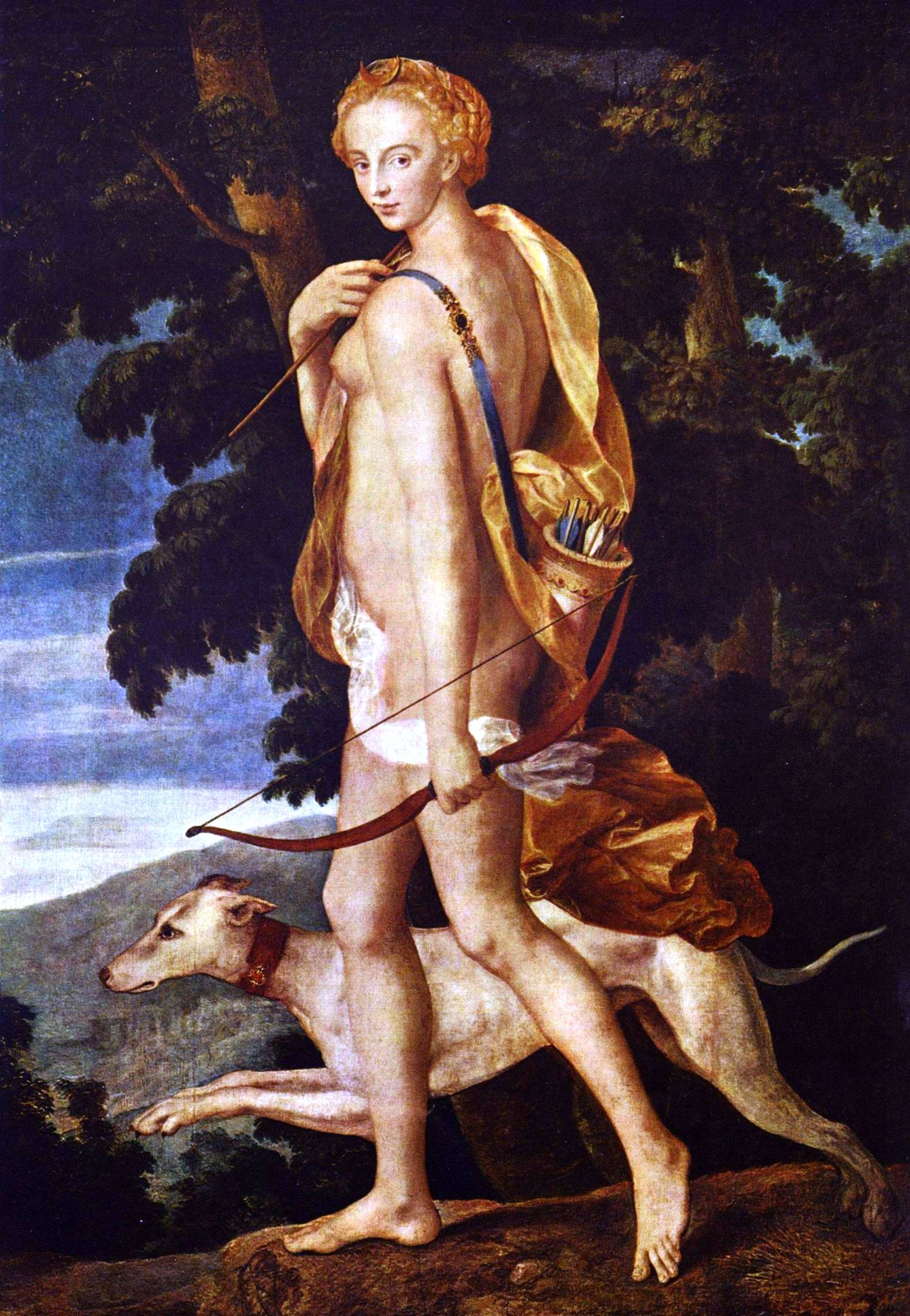
Диана-охотница, Школа Фонтенбло, ок. 1550

В эпоху Возрождения художников вдохновляла так называемая «Версальская Диана» (греческая скульптура, датируемая IV в. до н. э., Лувр), показывающая Артемиду (Диану) в короткой (до колен) и подпоясанной на талии тунике, сопровождаемую оленем. В одной руке у неё лук, другая поднята, чтобы вынуть стрелу из колчана у неё за спиной.
Тема трактовалась очень разнообразно:
- Диана с охотничьими собаками, преследует животное (оленя) в обществе нимф (и иногда сатиров) с дротиками;
- она возвращается с охоты, неся свою добычу — птиц и животных и даже корзины, наполненные фруктами;
- отдыхает после охоты; иногда она спит, как и её нимфа; рядом лежит её оружие и множество дичи;
- Диана и нимфы, напуганные сатиром.

Простая аллегория Целомудрия, побеждённого Распутством, выглядела так: компания веселых и похотливых сатиров отдаётся своему любимому времяпрепровождению — неожиданно набрасываются на нимф, хватают их в объятия, срывают с них одежды. Нимфы в ужасе отбиваются и убегают в лес. Диана поднимает свое копьё, намереваясь защититься; её собаки рычат на нападающих.